# Zamki Orawskie
Zamki Orawskie, Orawskie Podzamcze (słow. Oravský Podzámok, do 1927 Podzámok, węg. Árvaváralja, niem. Arwa) – wieś i gmina (obec) w północnej Słowacji, w powiecie Dolny Kubin, w historycznym rejonie Orawa.

## Położenie
Znajduje się w dolinie rzeki Orawa, na Pogórzu Orawskim (Oravská vrchovina). Odległość od granicy z Polską wynosi 35 kilometrów. Przez miejscowości przebiega droga krajowa nr 59. Nad zabudowaniami miejscowości wznosi się Zamek Orawski.

## Historia
Miejscowość uznawana jest za jedną z najstarszych na Orawie. Nigdy nie otrzymała praw miejskich, ale była, wraz z zamkiem, ważnym ośrodkiem administracyjnym całego regionu.
Pierwsza pisemna wzmianka o wsi pochodzi ze stosunkowo późnego okresu – z 1559 r., kiedy właścicielem zamku był Franciszek Turzo (Thurzó Ferencnek), choć wieś mogła istnieć już w XIII wieku, kiedy powstał zamek. Franciszek Turzo był założycielem folwarków wokół warowni – m.in. w Podzamczu (Podzámok), Dolnej i Górnej Ligocie (Dolná Lehota i Horná Lehota) i Raciborze (Ratibor). Z dwóch pierwszych folwarków powstała dzisiejsza wieś, natomiast Górna Ligota to osobna miejscowość (słowackie słowo lehota, podobnie jak polskie Ligota lub Lgota związane jest z okresem ulg w daninach i opłatach dla nowo zakładanych wsi). Mieszkańcy Podzamcza byli w większości zatrudnieni w zamku jako służba, zamkowi rzemieślnicy itp.
W XVII wieku Zamki Orawskie były gminą – znajdowała się w nich karczma, młyn, tartak, browar, manufaktura sukna, warsztat wyrabiający proch strzelniczy oraz zabudowania gospodarcze zamku. W 1637 r. powstała we wsi samodzielna parafia. Z czasem rozwinęło się pszczelarstwo.
Po śmierci Emeryka Turzo w 1621 r. i wygaśnięciu męskiej linii Turzonów dobra orawskie stały się w 1626 r. współwłasnością ziemską (tzw. komposesorat) siedmiu córek Jerzego V Turzo (Thurzó György), administrowaną przez mianowanych zarządców. Centrum komposesoratu znajdowało się w Podzamczu, które stało się centrum administracyjnym i handlowym Orawy, szczególnie w zakresie handlu drewnem i wyrobami z niego.
Wraz z pustoszeniem zamku stopniowo spadało w XVIII wieku również znaczenie Podzamcza. W 1800 r. spłonęła większa część zamku i spora część Podzamcza. Remont twierdzy nastąpił dopiero w latach 60. XIX wieku, kiedy zarządcą dóbr orawskich został Edmund Zichy (Zichy Ödön). Niestety, Podzamcze nie zostało objęte pracami remontowymi w tak szerokim zakresie jak zamek i wiele historycznych budynków nie przetrwało.
Obecnie w skład gminy Oravský Podzámok wchodzą również przysiółki Široká i Dolná Lehota (od 1974 r.).

## Transport
- Kolej: w miejscowości znajduje się stacja kolejowa na linii kolejowej 181 Kraľovany – Trstená.

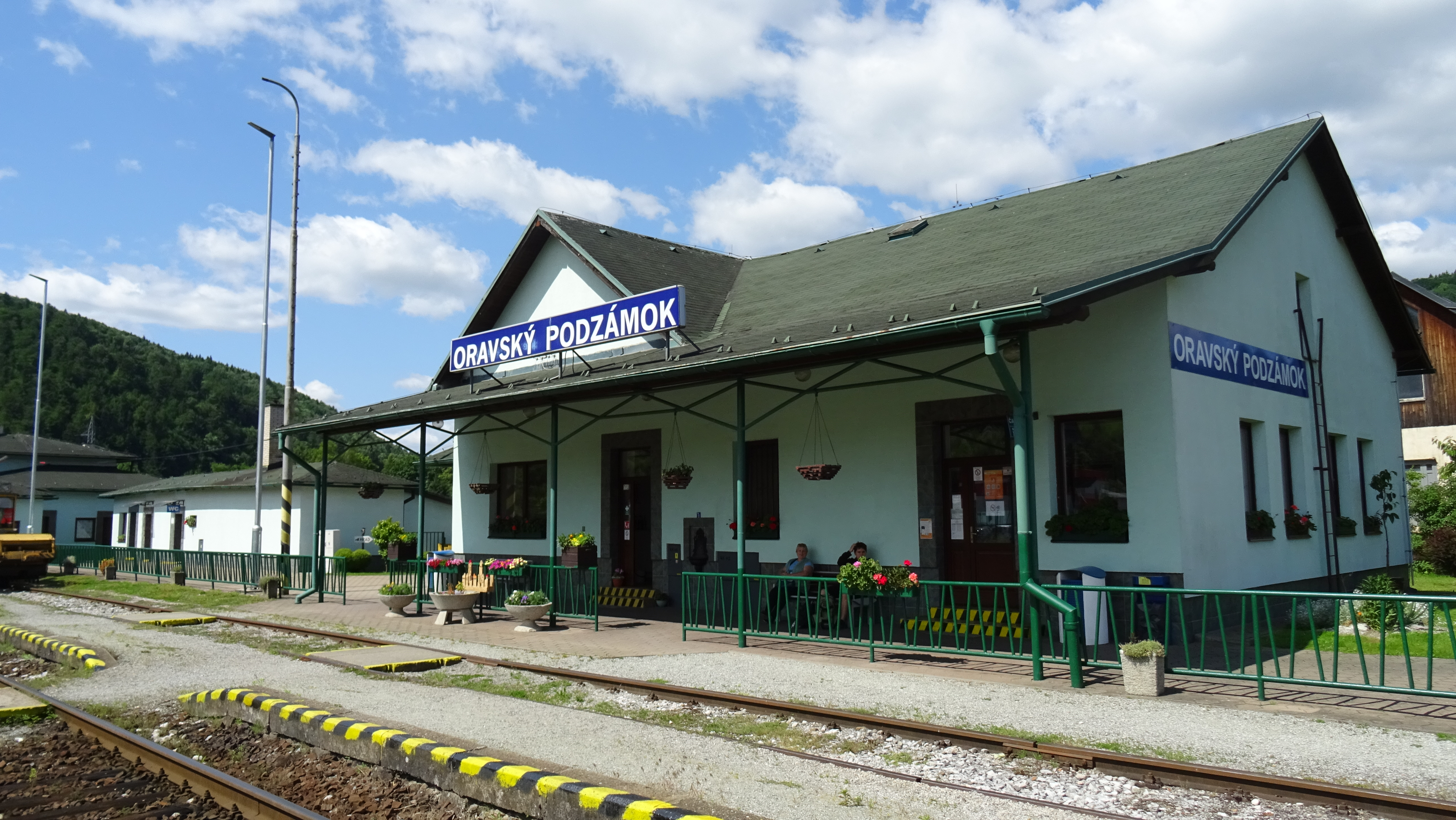
Budynek stacyjny

- Transport drogowy: przez miejscowość przechodzi droga krajowa 59

## Zabytki
- Zamek Orawski
- Budynek dawnej prefektury komposesoratu orawskiego – powstał w 1797 jako obiekt barokowy, ale obecnie jego elewacja jest klasycystyczna. W górnej części frontonu znajduje się rzeźba „Sprawiedliwość”. Współcześnie we wnętrzach mieści się Muzeum Historii Leśnictwa na Orawie.
- Klasycystyczny kościół św. Jana Nepomucena. Świątynia wybudowana została w XVIII wieku jako kapliczka na cmentarzu, w stylu barokowym, lecz później spłonęła. Odbudowano ją w obecnym stylu w roku 1831, a poszerzono w 1913.
- Stara poczta - klasycystyczna, dwukondygnacyjna, trójtraktowa budowla na rzucie prostokąta, nakryta dachem mansardowym, z przełomu XVIII i XIX w.
- Kolumna św. Jana Nepomucena z początku XIX wieku.
- Historyczna zabudowa w centrum gminy – w większości klasycystyczna, ale są również budynki noszące ślady stylów wcześniejszych, nawet z okresu renesansu.
- Zabudowa drewniana w Dolnej Lehocie.

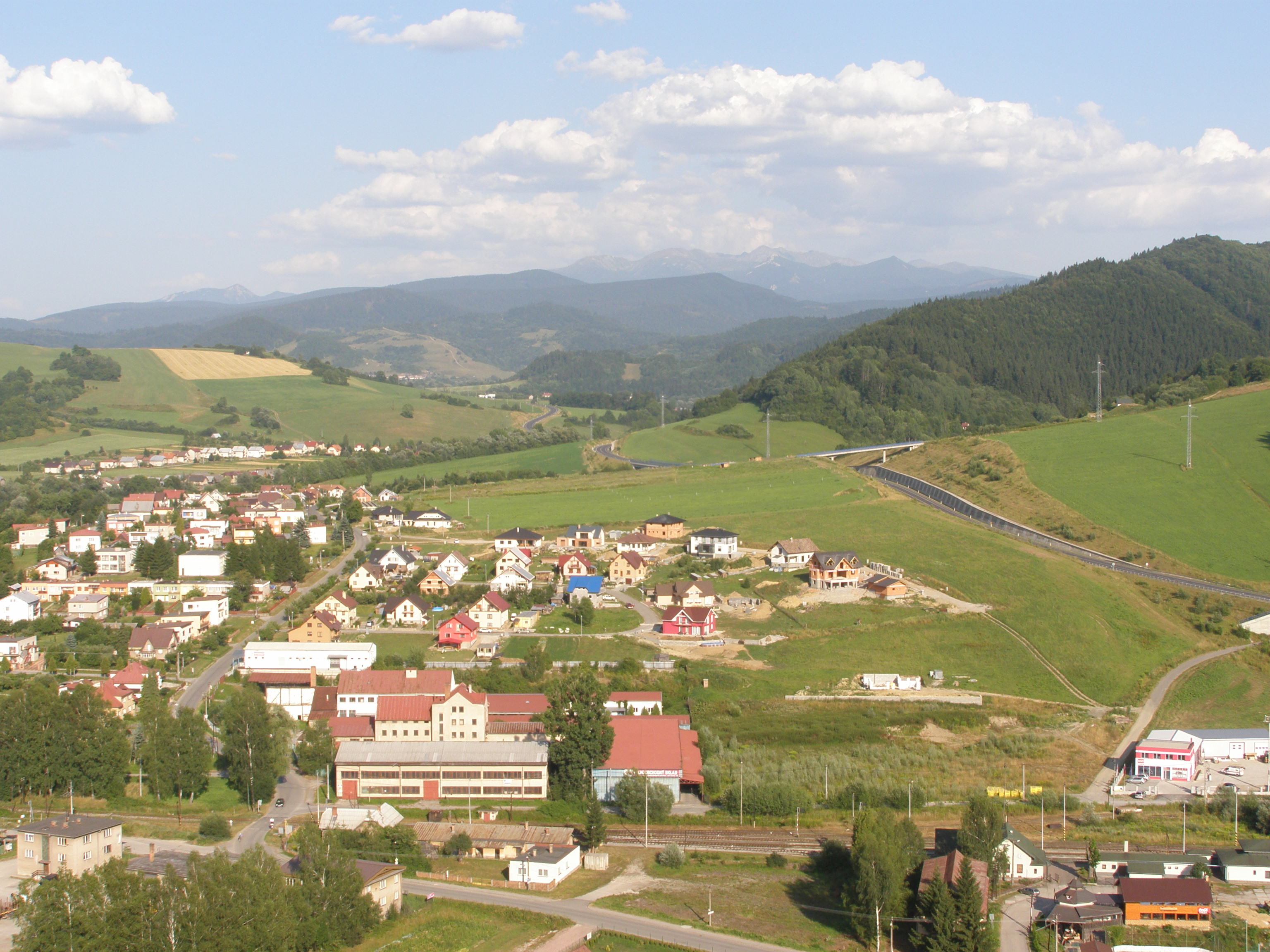
Wieś widziana z zamku
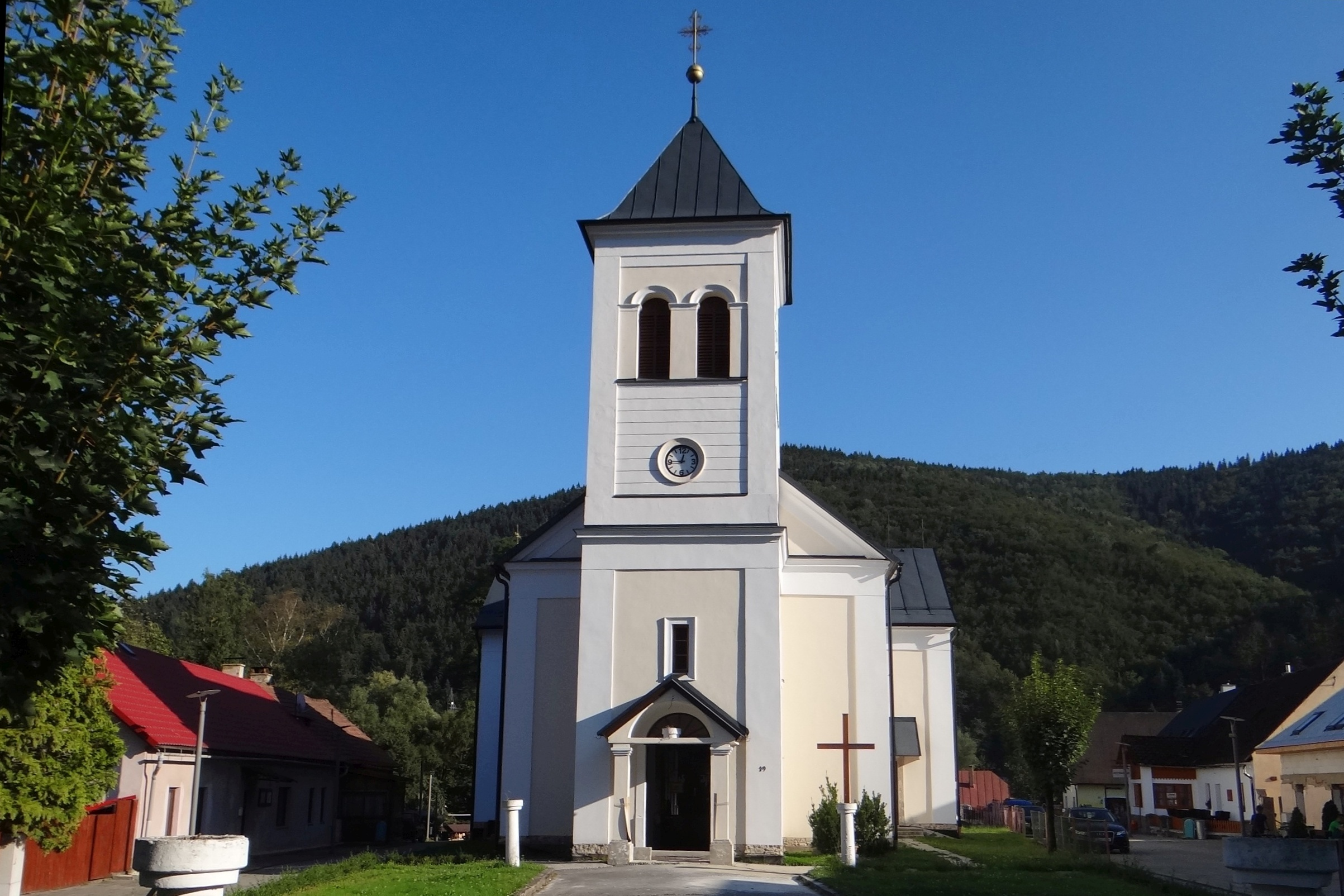
Kościół św. Jana Nepomucena
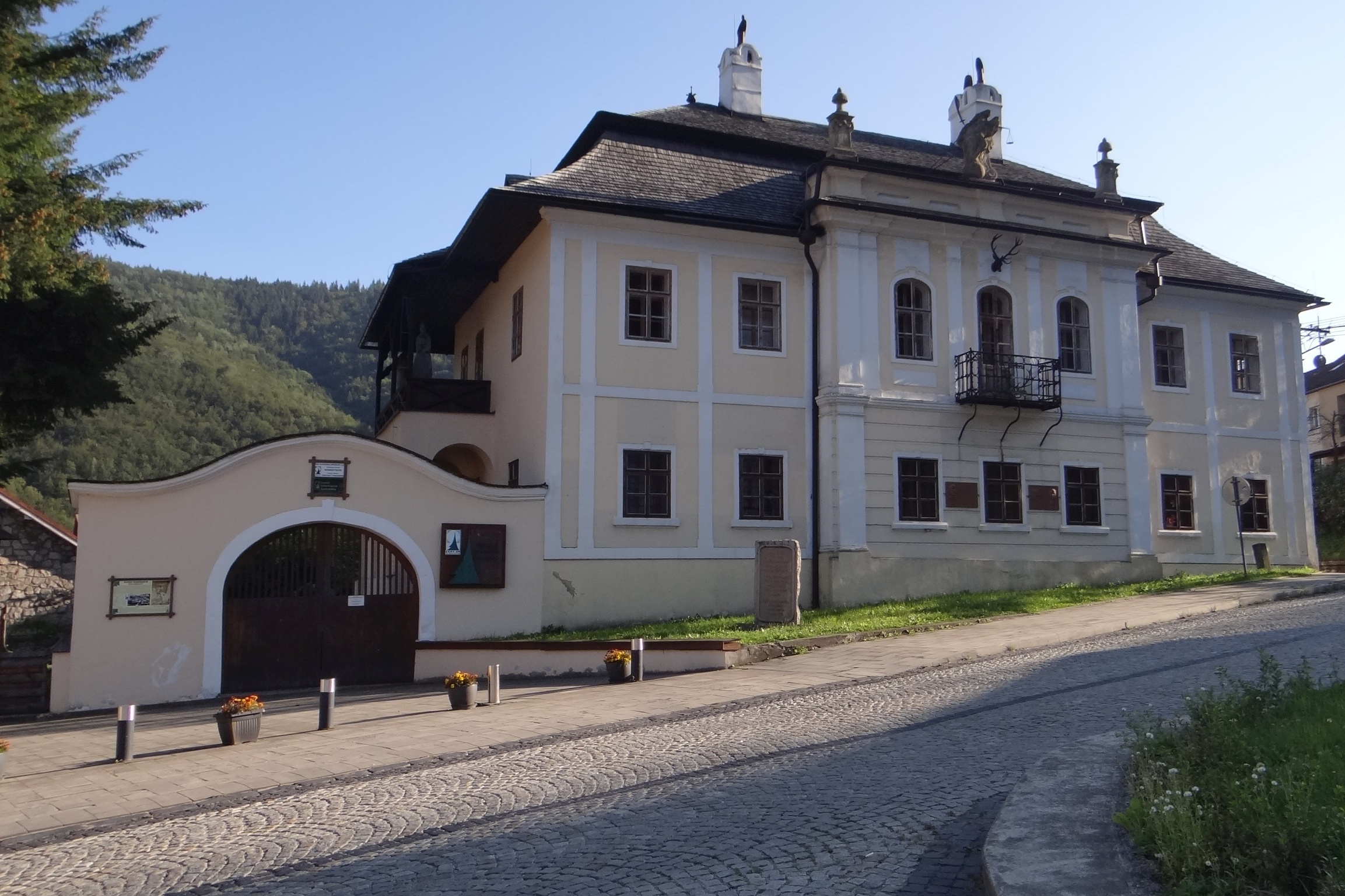
Stara prefektura
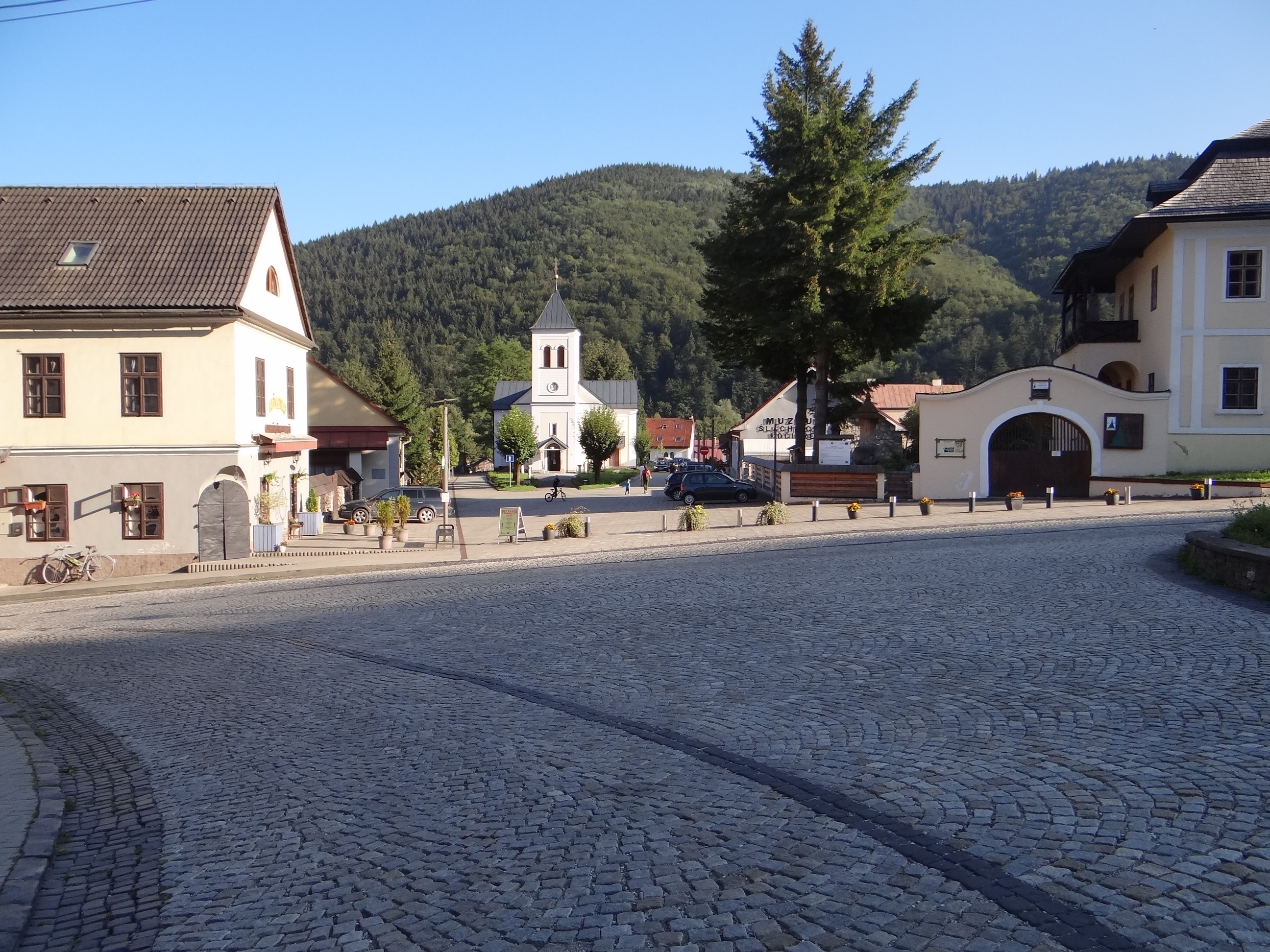
Centrum
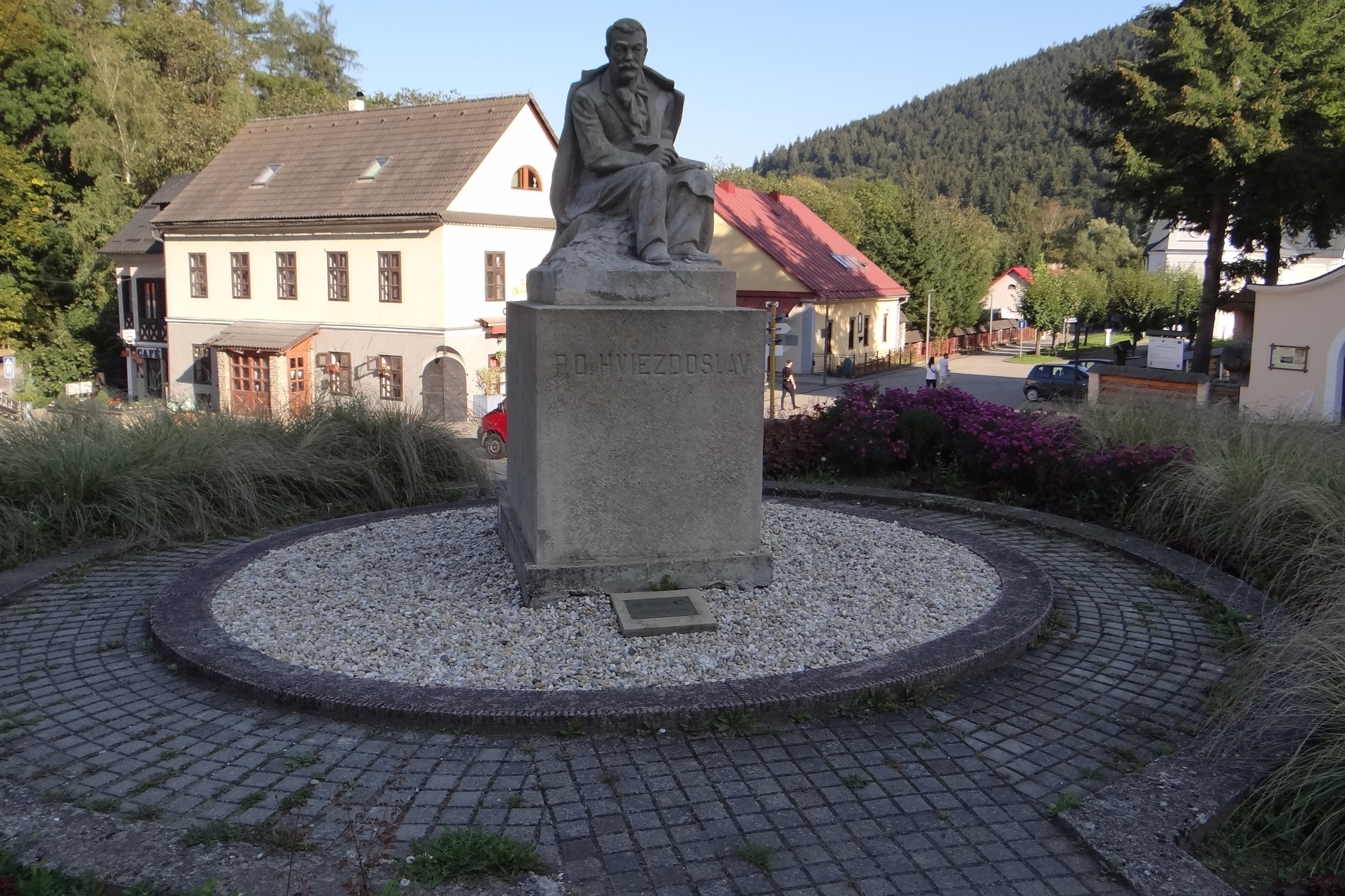
Pomnik P.O. Hviezdoslava
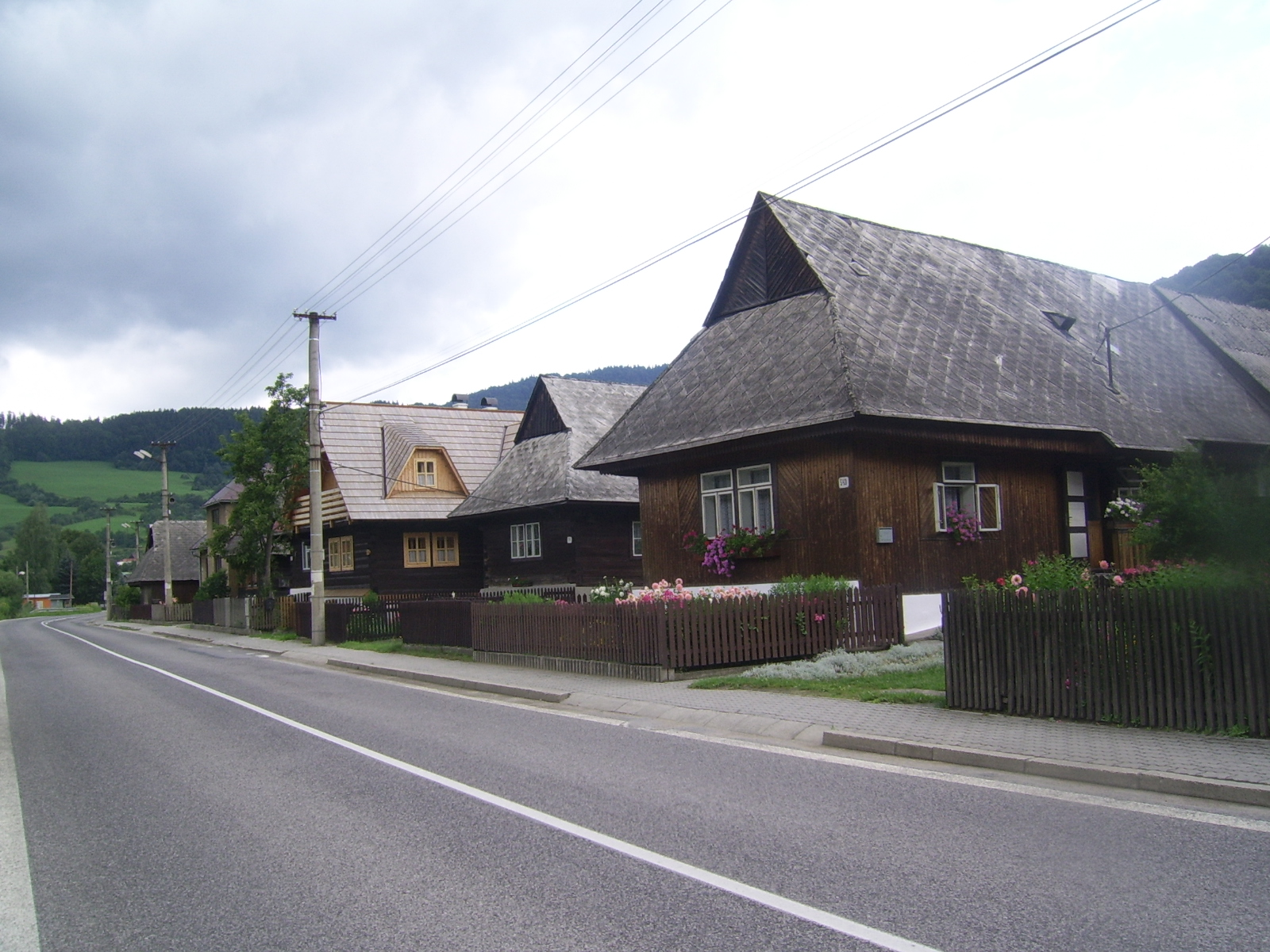
Drewniane domy
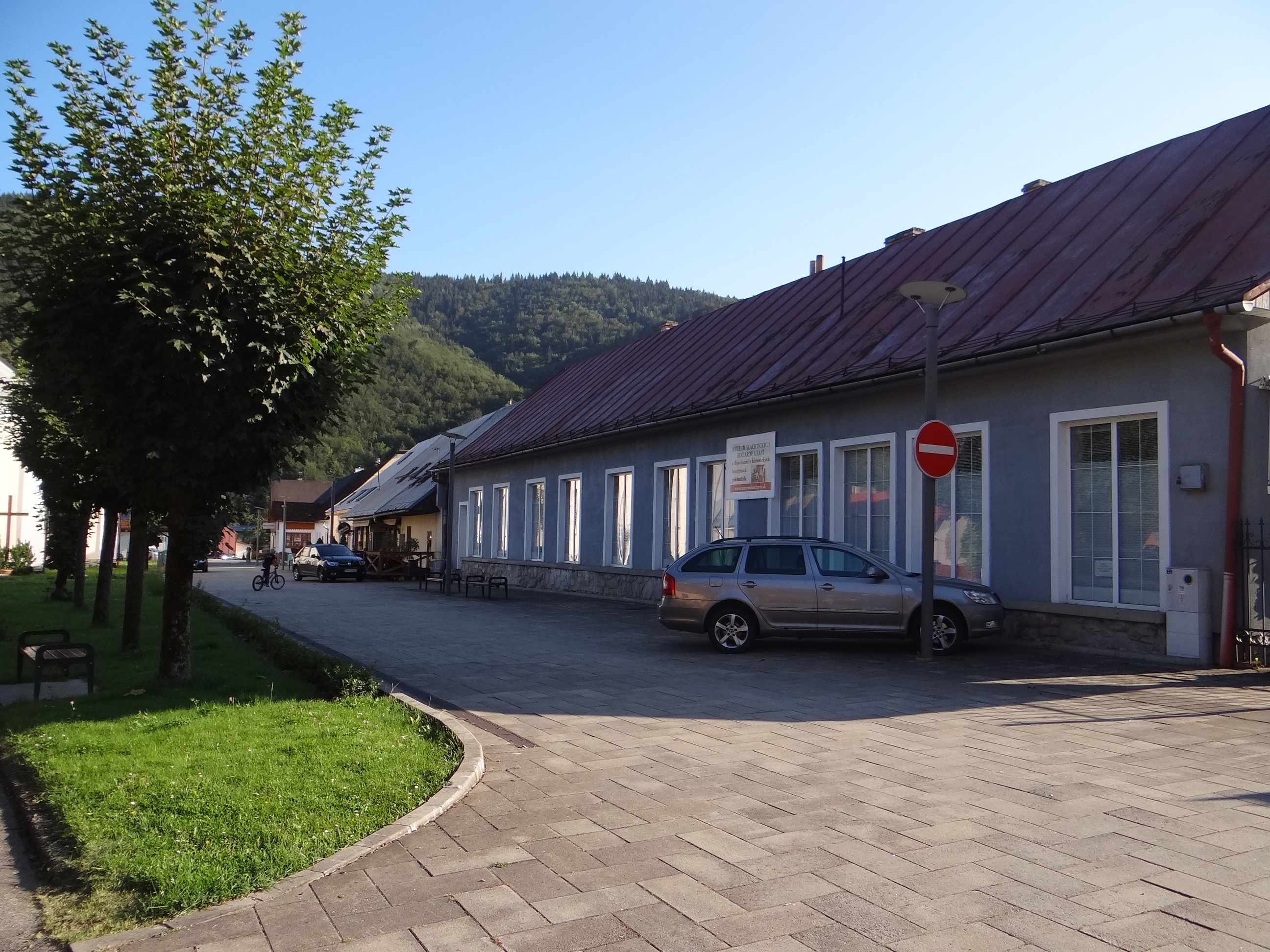
Uliczka